# Jürgen Stark
Jürgen Stark (Gau-Odernheim, 31 mei 1948) is een Duits econoom, die tussen 2006 en 2011 lid was van de directie van de Europese Centrale Bank.
Binnen de directie was hij verantwoordelijk voor economie en monetaire analyse. Hoewel hij vaak werd aangeduid als de "chief economist" van de ECB, is dit strikt genomen geen officiële titel. Hij volgde Otmar Issing op.
Op 9 september 2011 werd bekend dat Jürgen Stark om persoonlijke redenen zijn werk neerlegt. Dit werd bevestigd door de ECB. Naar verluidt zou Stark het niet eens zijn met het ECB-programma om staatsobligaties van met name Spanje en Italië op te kopen om zo de rente in deze landen laag te houden. Stark zal aanblijven tot er een opvolger wordt benoemd. Dit zal voor het einde van 2011 gebeuren. Als een potentiële opvolger binnen de directie werd zijn landgenoot Jörg Asmussen genoemd, een benoeming die in oktober 2011 volgde.. Op 3 januari 2012 werd de Belg Peter Praet als opvolger van Stark aangeduid in de officieuze positie als "chief economist".
In december 2011 gaf Stark in een interview aan dat verschillen van inzicht over het al of niet aankopen van staatsobligaties door de Europese Centrale Bank inderdaad de reden vormden voor zijn onverwachte vertrek.

## Voetnoten
1. ↑  (nl)  Duits bestuurslid ECB stapt op, De Telegraaf, 9 september 2011
2. ↑  (de)  Rücktritt von Jürgen Stark, EZB verliert ihren Chefvolkswirt, Der Spiegel, 9 september 2011
3. ↑  (nl)  Peter Praet wordt hoofdeconoom bij ECB, De Standaard, 3 januari 2012
4. ↑  (en)  Divisions in eurozone over ECB bond buying, Daily Telegraph, 17 december 2011

- Gemeinsame Normdatei: 129561304
- International Standard Name Identifier: 0000 0001 2131 5421
- Library of Congress Control Number: n2003095479
- Nationale Bibliotheek van Tsjechië: vse20191055661
- Nederlandse Thesaurus van Auteursnamen: 270425136
- Système universitaire de documentation: 149849613
- Virtual International Authority File: 47845158
- WorldCat: E39PBJrRcdhrwthpfpKk3jRMyd